# Ahl al-bajt
Ahl al-bajt (arabsky:أهل البيت) je původem arabská fráze, která znamená „Lidé domu“. V islámské tradici se výraz ahl al-bajt používá pro označení Muhammadových přímých potomků.
Pro šíitské muslimy termín ahl al-bajt označuje potomky v linii Muhammadovy dcery Fátimy a jeho zetě a bratrance Alího, dále jejich dva syny Husajna a Hasana. Šíité též používají termín ahl al-bajt pro označení dvanácti imámů, které považují za vyvolené bohem. Jelikož sunnité s konceptem imámů nepracují, jejich pojetí termínu ahl al-bajt se v tomto liší.